# Tegghiaio Aldobrandi
Tegghiaio Aldobrandi (... - Lucca, 1262) fou un polític italià, fill d'Aldobrando Adimari. Va ser el podestà de San Gimignano per mandat imperial i podestà d'Arezzo (1256); va lluitar en la batalla de Montaperti com güelf. Ell havia desaconsellat atacar Siena, però el seu consell no va ser escoltat i això va provocar la derrota del seu bàndol. Si bé va ser denunciat per usura, els antics cronistes ens l'assenyalen com a "cavaller de gran valor (...) i de gran visió en assumptes d'armes". Morí a l'exili a Lucca el 1262.
La seva fama es deu principalment a la cita de Dante Alighieri a La Divina Comèdia, el situa entre els tres florentins amb qui parla en l'anell dels Sodomites (o "violents contra la natura") del setè cercle de l'Infern, en el grup dels homes d'armes i polítics, junt amb Iacopo Rusticucci i Guido Guerra (Inf. XVI, vv.40-42).

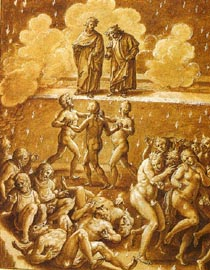
Dante i Virgili mirant al cercle que formen els tres florentins en l'anell dels sodomites.
Els tres florentins, Giovanni Stradano (1587)

| «           | L'altre que ve darrere aixafant sorra és Tegghiaio Aldobrandi: al món de dalt haurien d'escoltar-lo més atents» | » |
| — vv. 40-42 | |   |

La seva figura ja havia estat anunciada prèviament entre els "grans" que "pretenien obrar bé" citats per Dante en l'episodi de Ciacco (Inf. VI, vv.77-81). Ciacco li respon: «Són amb les ànimes més negres; / diferents culpes els han dut al fons»; aquest fragment serveix per subratllar com la fama en vida no seria suficient per guanyar la salvació.

## Veus relacionades
Dante cita els Adimari en el Paradís XVI (vv. 115-118) i en el personatge de Filippo Argenti dels Adimari Infern VIII (vv. 31-63).